# Gyralina
Gyralina is een geslacht van weekdieren uit de  familie van de Pristilomatidae.

## Soort
- Gyralina hristovski Dedov, 2015